# Jagera pseudorhus
Jagera pseudorhus är en kinesträdsväxtart som först beskrevs av Achille Richard, och fick sitt nu gällande namn av Ludwig Radlkofer. Jagera pseudorhus ingår i släktet Jagera och familjen kinesträdsväxter.

## Underarter
Arten delas in i följande underarter:
- J. p. pilosiuscula
- J. p. integerrima